# Micro Channel Architecture

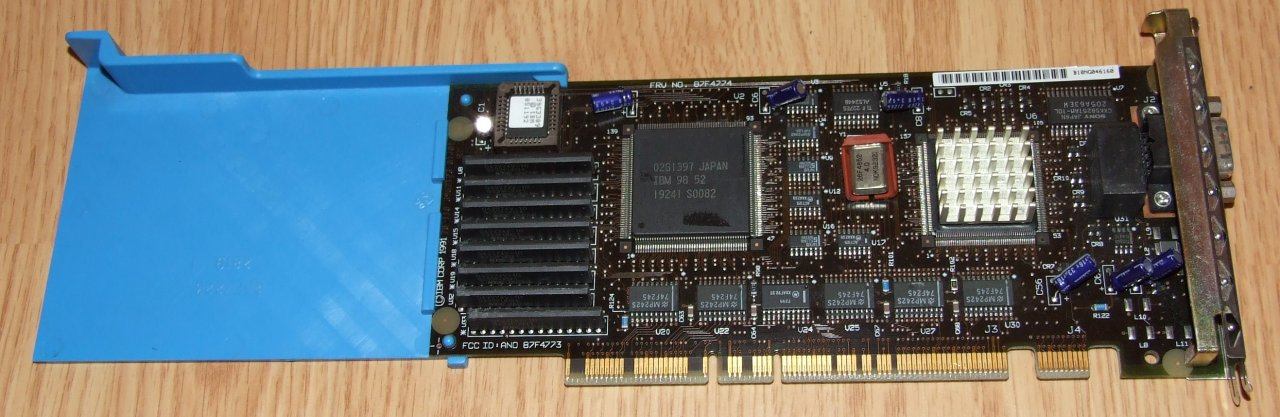
Carte graphique IBM XGA-2 au format MCA

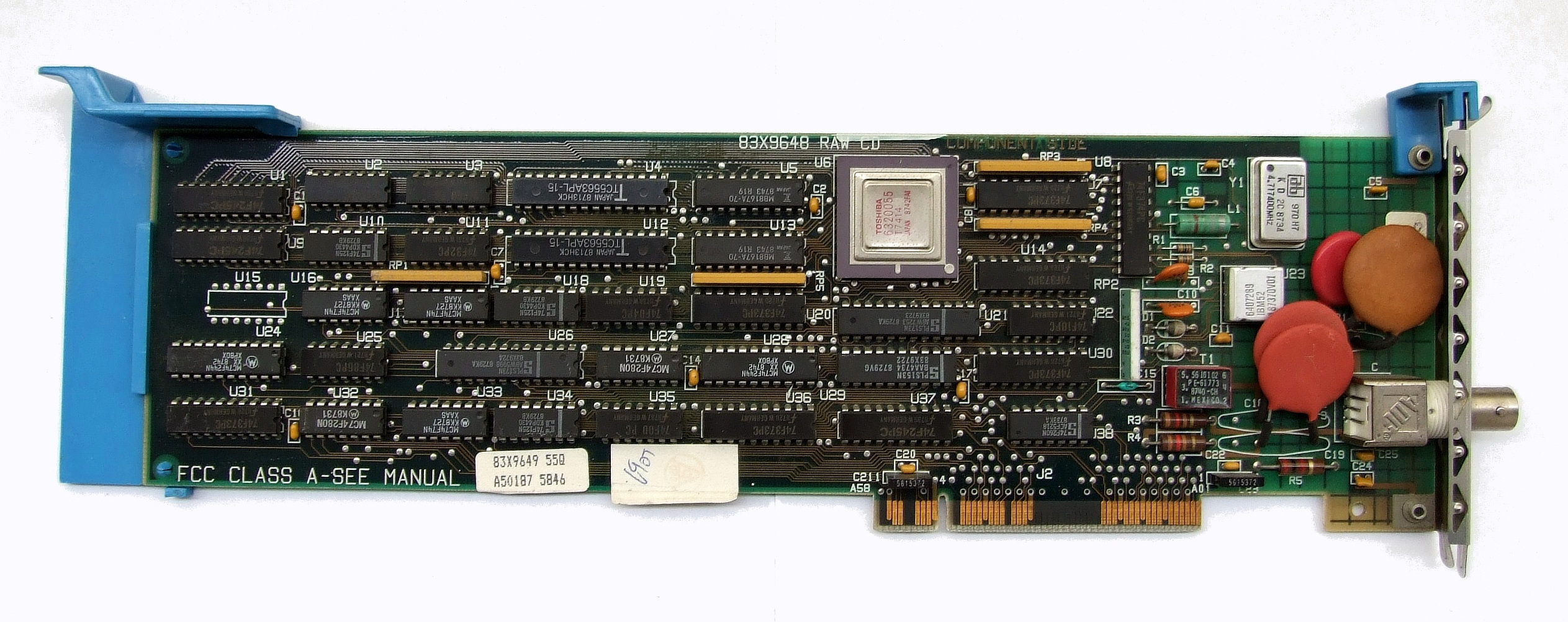
Carte réseau IBM pour bus MCA

Le bus MCA (Micro Channel Architecture) est un bus apparu avec la série d'ordinateurs IBM Personal System/2 en 1987. Ce bus incompatible avec le bus ISA des IBM PC/AT, et disponible uniquement sous licence IBM, n'eut pas de succès dans le marché des compatibles PC.
Les premiers IBM RS/6000 (7006…), stations de travail basés sur des PowerPC utilisaient aussi ce bus.
De couleur marron, il transmettait les informations par paquets de 32 bits à une fréquence de 33 MHz.
Ce bus surpassait ses contemporains ISA et EISA et disposait de caractéristiques voisines du PCI, qui ne viendra que quelques années plus tard.
Le MCA avait un système de masse fortement anti-bruité afin d'éviter les interférences électromagnétiques parasites.
La configuration des cartes MCA était inhabituelle pour l'époque, en ce sens qu'elle était entièrement réalisée par disquette, au démarrage, via le BIOS. Aucun cavalier de configuration (pour IRQ...) n'existait sur les cartes MCA. Le Plug'n Play avait visiblement orienté en partie sa conception.
Cette nouvelle architecture propriétaire — mais proposée également sous licence — devait remplacer le bus existant ISA, aux capacités trop limitées pour les nouveaux Intel 80386. IBM espérait sans doute aussi récupérer en partie le contrôle du marché, car bien que le « standard » IBM PC soit devenu un immense succès, la part d'IBM dans ce marché décroissait à mesure que s'en répandaient des clones.
Le bus MCA dut faire face à l'opposition de Compaq qui dénonça la « fermeture du standard » par IBM. Compaq renomme alors le « bus AT » 16 bits, expression déposée par IBM, en bus ISA, et le fait évoluer en bus EISA.
Le bus MCA, désavantagé par son incompatibilité avec les anciennes cartes ISA, par son prix et sa complexité technique, et par la licence qu'IBM réclamait, n'eut pas le succès qu'IBM espérait. Les constructeurs pouvaient acheter auprès d'IBM une licence du bus MCA leur permettant de fabriquer et de vendre des clones de l'IBM PS/2. Ces « clones autorisés » furent cependant rares. Pour l'anecdote, Tandy acquit une telle licence.